# Heartland Football Club
El Heartland F.C es un club de fútbol de Nigeria que compite en la Liga Premier de Nigeria, la liga de fútbol más importante del país.

## Historia
Fue fundado en el año 1976 en la ciudad de Owerri bajo el nombre de Spartans FC, luego en 1985 se cambiaron el nombre por el de Iwuanyanwu Nationale FC a causa de quien era su nuevo dueño Emmanuel Iwuanyanwu. Tuvo su primer juego internacional en ese mismo año contra el Ararats F.C. de Armenia (en ese entonces de la Unión Soviética), ganando 2 a 0.
Tiene como rival de ciudad al Enugu Rangers y es uno de los dos equipos de Nigeria que nunca ha descendido de categoría.

## Palmarés

#### Torneos Nacionales (8)
- Liga Premier de Nigeria (5): 1987, 1988, 1989, 1990, 1993
- Copa de Nigeria (3): 1988, 2011, 2012

#### Torneos internacionales (0)
- Subcampeón de la Liga de Campeones de la CAF (1): 2009

## Participación en competiciones de la CAF
| Temporada | Torneo                            | Ronda            | Club                | Local | Visita      | Global       |
| --------- | --------------------------------- | ---------------- | ------------------- | ----- | ----------- | ------------ |
| 1988      | Copa Africana de Clubes Campeones | Primera Ronda    | Requins             | 2-0   | 1-0         | 3-0          |
| 1988      | Copa Africana de Clubes Campeones | Segunda Ronda    | Tonnerre Yaoundé    | 2-0   | 2-3         | 4-3          |
| 1988      | Copa Africana de Clubes Campeones | Cuartos de final | Africa Sports       | 2-0   | 1-2         | 3-2          |
| 1988      | Copa Africana de Clubes Campeones | Semifinales      | FAR Rabat           | 4-1   | 1-4         | 5-5 (5-3 p.) |
| 1988      | Copa Africana de Clubes Campeones | Final            | Sétif               | 1-0   | 0-4         | 1-4          |
| 1989      | Copa Africana de Clubes Campeones | Primera Ronda    | Mighty Barrolle     | 4-1   | 0-0         | 4-1          |
| 1989      | Copa Africana de Clubes Campeones | Segunda Ronda    | Inter Club          | 2-1   | 1-2         | 3-3 (4-5 p.) |
| 1990      | Copa Africana de Clubes Campeones | Primera Ronda    | ASC Diaraf          | 3-0   | 0-1         | 3-1          |
| 1990      | Copa Africana de Clubes Campeones | Segunda Ronda    | Africa Sports       | 3-2   | 1-1         | 4-3          |
| 1990      | Copa Africana de Clubes Campeones | Cuartos de final | Espérance de Tunis  | 2-1   | 1-1         | 3-2          |
| 1990      | Copa Africana de Clubes Campeones | Semifinales      | Nkana Red Devils    | 0-1   | 0-1         | 0-2          |
| 1991      | Copa Africana de Clubes Campeones | Primera Ronda    | Old Edwardians      | 3-0   | 0-2         | 3-2          |
| 1991      | Copa Africana de Clubes Campeones | Segunda Ronda    | JAC Port-Gentil     | 5-0   | 2-1         | 7-1          |
| 1991      | Copa Africana de Clubes Campeones | Cuartos de final | ASEC Mimosas        | 3-0   | 0-3         | 3-3 (6-5 p.) |
| 1991      | Copa Africana de Clubes Campeones | Semifinales      | Nakivubo Villa      | 1-1   | 2-3         | 3-4          |
| 1994      | Copa Africana de Clubes Campeones | Primera Ronda    | Zumunta AC          | 3-0   | 3-1         | 6-1          |
| 1994      | Copa Africana de Clubes Campeones | Segunda Ronda    | RC Bafoussam        | 1-2   | 3-2         | 4-4 (v.)     |
| 1994      | Copa Africana de Clubes Campeones | Cuartos de final | Espérance de Tunis  | 1-1   | 0-3         | 1-4          |
| 2000      | Copa CAF                          | Primera Ronda    | Mbilinga            | 3-0   | 2-2         | 5-2          |
| 2000      | Copa CAF                          | Segunda Ronda    | Awassa City         | 2-1   | 1-1         | 3-2          |
| 2000      | Copa CAF                          | Cuartos de final | Nchanga Rangers     | 2-0   | 0-1         | 2-1          |
| 2000      | Copa CAF                          | Semifinales      | JS Kabylie          | 1-1   | 0-1         | 1-2          |
| 2006      | Copa Confederación de la CAF      | Primera Ronda    | JC Abidjan          | 2-0   | 0-0         | 2-0          |
| 2006      | Copa Confederación de la CAF      | Segunda Ronda    | Haras El Hodood     | 3-2   | 0-0         | 3-2          |
| 2006      | Copa Confederación de la CAF      | Tercera Ronda    | Renacimiento        | 4-0   | 0-5         | 4-5          |
| 2009      | Liga de Campeones de la CAF       | Ronda Preliminar | Monrovia Black Star | 4-0   | 6-1         | 10-1         |
| 2009      | Liga de Campeones de la CAF       | Primera Ronda    | FAR Rabat           | 3-1   | 1-1         | 4-2          |
| 2009      | Liga de Campeones de la CAF       | Segunda Ronda    | Cotonsport Garoua   | 2-1   | 1-1         | 3-2          |
| 2009      | Liga de Campeones de la CAF       | Fase de grupos   | Mazembe             | 2-0   | 0-2         | 2.º lugar    |
| 2009      | Liga de Campeones de la CAF       | Fase de grupos   | Monomotapa United   | 3-1   | 1-2         | 2.º lugar    |
| 2009      | Liga de Campeones de la CAF       | Fase de grupos   | Étoile du Sahel     | 3-0   | 0-0         | 2.º lugar    |
| 2009      | Liga de Campeones de la CAF       | Semifinales      | Kano Pillars        | 4-0   | 1-0         | 5-0          |
| 2009      | Liga de Campeones de la CAF       | Final            | Mazembe             | 2-1   | 0-1         | 2-2 (v.)     |
| 2010      | Liga de Campeones de la CAF       | Primera Ronda    | Tiko United         | 1-1   | 2-2         | 3-3 (v.)     |
| 2010      | Liga de Campeones de la CAF       | Segunda Ronda    | Supersport United   | 3-1   | 1-1         | 4-2          |
| 2010      | Liga de Campeones de la CAF       | Fase de grupos   | Al-Ahly             | 1-1   | 1-2         | 4.º lugar    |
| 2010      | Liga de Campeones de la CAF       | Fase de grupos   | JS Kabylie          | 1-1   | 0-1         | 4.º lugar    |
| 2010      | Liga de Campeones de la CAF       | Fase de grupos   | Ismaily             | 2-1   | 0-1         | 4.º lugar    |
| 2012      | Copa Confederación de la CAF      | Primera Ronda    | Unisport de Bafang  | 2-1   | 0-0         | 2-1          |
| 2012      | Copa Confederación de la CAF      | Segunda Ronda    | AC Léopards         | 3-2   | 1-2         | 4-4 (v.)     |
| 2013      | Copa Confederación de la CAF      | Primera Ronda    | US Bitam            | 2-1   | Cancelado 1 | 2-1          |

1- US Bitam avanzó a la segunda ronda después de Heartland llegó tarde para el partido de vuelta, según sentencia dictada por la CAF.

## Cuerpo técnico
- Entrenador:  Lodewijk de Kruif
- Asistente del Entrenador:  Promise Nwachukwu
- Preparador Físico:  Ivan Olev
- Entrenador Equipo B:  Chijioke Osuagwu
- Asistente del Entrenador Equipo B:  Emma Osuigwe
- Entrenador de Porteros:  Ike Shorunmu

## Jugadores destacados
| - Petar Stanev - Aziz Ansah - Yakubu Adamu - Mutiu Adegoke - Blessing Anyanwu - Ajibade Babalade - Abiodun Baruwa - Chijioke Ejiogu - Friday Elaho - Vincent Enyeama - Etim Esin - Finidi George - Benedict Idahor - Lucky Idahor - Emeka Ifejiagwa - Stanley Ihugba - Benedict Iroha - Nwankwo Kanu - Peter Nieketien - Anthony Nwaigwe | - Chidi Nwanu - Henry Nwosu - Benji Nzeakor - Philip Obhafuoso - Paul Obiefule - Michael Obiku - Eric Obinna - Chidi Odiah - Uche Okechukwu - Stanley Okoro - Isaac Okoronkwo - Kelechi Okoye - Thompson Oliha - Darlington Omodiagbe - Ezeh Michael Onyebuchi - Mobi Oparaku - Romanus Orjinta - King Osanga - Emanche Otache - Igho Otegheri | - Ikechukwu Uche - Kalu Uche - Bob Usim - Signs Chibambo |

## Ex Entrenadores
- Ossai Chukwuka
- Kelechi Emetole
- Mitko Dobrev (agosto de 2007–enero de 09)
- Ben Iroha (2009–??)
- Lodewijk de Kruif (marzo de 2010–??)
- Samson Siasia (julio de 2010–diciembre de 2010)
- Christian Chukwu (interino) (febrero de 2011–marzo de 2011)
- Lodewijk de Kruif (2011–)